# Chock (militärt)

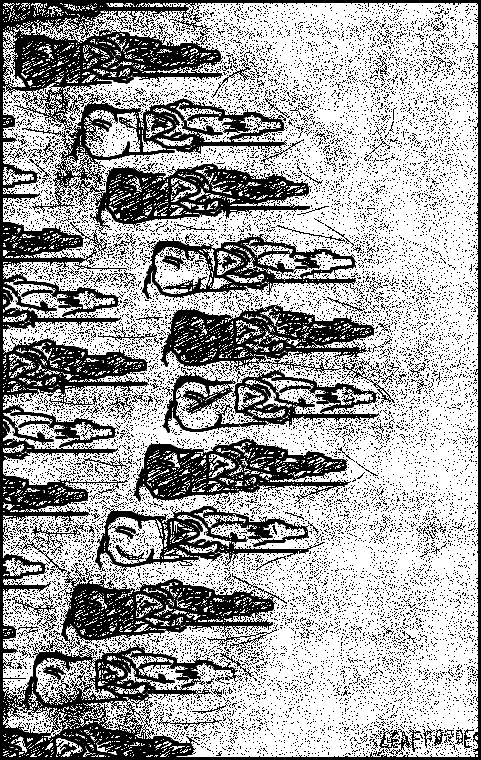
Karolinskt kavalleri i klassisk anfallsposition, knä bakom knä i plog med dragna värjor.

Chock, av franskans choc som betyder stöt eller anfall, är en offensiv militär eller polisiär operation som genomförs i syfte att bryta upp och splittra en folksamling eller fientlig trupp. Fokus ligger på att genom slagkraft, snabbhet och överraskning ta initiativet och uppnå målet snabbt. Chocken sker alltid med blanka vapen.

## Kavallerichock
Kavallerichock innebär att ryttare till häst bryter in med blanka vapen mot en fientlig trupp eller folksamling. Kavallerichocken infördes under 1600-talet och användes främst av det svenska kavalleriet vars taktik gick ut på att skapa en plog där ryttarna satt knä bakom knä. Detta skapade ett tätt slutet led av ryttare. Under 1700- och 1800-talet började man i stället rida chock stigbygel vid stigbygel, dock med bibehållandet av den slutna anfallsordningen. Styrkan ligger i en koordinerad attack, hög hastighet och användandet av blanka vapen; man utför chock så gott som endast då man är formerad i linje.